# Kaitlyn Black
Kaitlyn Black (* 29. Juli 1983 in Ohio) ist eine US-amerikanische Schauspielerin.

## Leben
Kaitlyn Black wurde im Juli 1983 im US-Bundesstaat Ohio geboren. Von 2011 bis 2015 übernahm sie in der Dramaserie Hart of Dixie die Rolle der Annabeth Nass. 2013 stand Black neben Stephen Dorff und Johnny Messner in Officer Down als Olivia vor der Kamera. Sie begann ihre Schauspielkarriere im Jahr 2006.

## Filmografie
- 2006: Floaters (Fernsehserie, 3 Folgen)
- 2008: Foreign Exchange
- 2009: Bureaucracy
- 2009: Cold Case – Kein Opfer ist je vergessen (Cold Case, Fernsehserie, Folge 7x05)
- 2009: Little Devil (Kurzfilm)
- 2011: Traffic Light (Fernsehserie, Folge 1x01)
- 2011: Raising Hope (Fernsehserie, 2 Folgen)
- 2011: How to Be a Gentleman (Fernsehserie, Folge 1x03)
- 2011: Enlightened – Erleuchtung mit Hindernissen (Enlightened, Fernsehserie, Folge 1x04)
- 2011: Hollywoo
- 2011–2015: Hart of Dixie (Fernsehserie, 62 Folgen)
- 2012: The First Ride of Wyatt Earp (Wyatt Earp’s Revenge)
- 2013: Officer Down – Dirty Copland (Officer Down)
- 2013: Parent Teacher Conference (Kurzfilm)
- 2016: Navy CIS: New Orleans – Offene See (Fernsehserie, Folge 2x23)
- 2017: Born and Missing (Fernsehfilm)
- 2018: On Pointe
- 2018: Navy CIS: Dunkle Geheimnisse (Fernsehserie, Folge 15×12)
- 2018: Killer Single Dad (Fernsehfilm)
- 2018: Hometown Killer
- 2019: The Petal Pushers
- 2019: Do Not Reply